# Tribolium castaneum
Espèce
Synonymes
- Colydium castaneum Herbst, 1797[2]

Tribolium castaneum, le petit ver de farine, tribolion ou  tribolium rouge de la farine, est une espèce d'insectes de la famille des Tenebrionidae, à distribution cosmopolite. Cette famille appartient à l’ordre des coléoptères, des insectes caractérisés par la présence d’élytres, des dérivés d’ailes durcies et cornées. Les membres de la famille des Tenebrionidae se développent principalement dans la farine et autres denrées alimentaires riches en amidon.

## Description
L'adulte (imago) de Tribolium castaneum mesure de trois à quatre millimètres et est d’une couleur brune rougeâtre. Comparativement à d’autres membres de sa famille, le coléoptère de la farine rouge a la capacité de voler.

## Biologie
Cet insecte a été surnommé « punaise du son » car c’est un ravageur des produits céréaliers moulus, comme la farine et les céréales. Bien qu'il ne puisse manger des grains entiers, ce coléoptère se nourrit de grains cassés et de poussières de grain. Les insectes dégagent une forte odeur et favorisent la moisissure des grains, ce qui engendre des pertes commerciales énormes. Les principaux dommages causés sont la moisissure de la farine mais aussi la présence de nombreux cadavres et larves. L’insecte peut aussi s’attaquer à divers produits céréaliers, par exemple les pâtes, les mélanges à gâteaux, les biscuits, etc.
Le cycle de vie de ce coléoptère dure 7 à 12 semaines et l’adulte peut vivre jusqu'à 3 ans. L’insecte prolifère très rapidement ; la femelle peut pondre 2 à 3 œufs par jour. Cela fait que lors d’une infestation, ils se retrouvent en très grand nombre. De plus, par le fait que Tribolium castaneum peut voler, il est capable d’infester plusieurs endroits. Cet insecte fait partie des deux espèces les plus abondantes et les plus nuisibles pour les produits céréaliers, l’autre étant Tribolium confusum, le coléoptère de la farine brune.

## Distribution
Tribolium castaneum est d’origine indo-australienne et se retrouve principalement dans les zones tempérées, mais puisqu’il vit dans des environnements intérieurs, il peut se retrouver partout.

## Organisme modèle en étude génétique
Membre d’un des ordres les plus riches en espèces, le tribolion de la farine rouge est très important dans le domaine d’évolution et de développement, car c'est  un organisme modèle pour l’étude du développement des insectes.
Tribolium castaneum possède toutes les caractéristiques pour être efficace en laboratoire : il a un cycle de développement court, une longévité assez exceptionnelle pour un insecte et une fécondité élevée. Pourtant, il est apparu plus tard que les autres dans le registre des organismes modèles, soit au début des années 1990.
Son génome est le premier à être séquencé parmi l’ordre des coléoptères donc il permet de représenter un ordre très important et complémentaire de celui des autres organismes utilisés en génétique.
À la suite de l'étude du génome de Tribolium, il s’est avéré qu'il serait plus proche génétiquement des autres insectes que ne le serait Drosophila, qui a évolué très rapidement tout en se différenciant beaucoup. Effectivement, les chercheurs ont eu la preuve que Tribolium aurait conservé plusieurs gènes ancestraux nécessaires pour la communication entre cellules retrouvés chez une grande partie des insectes, alors qu’on ne les retrouve pas chez la drosophile.
Malgré sa très grande importance dans l’étude des changements génétiques, les nouvelles recherches ont forcé Drosophila à céder sa place à Tribolium comme modèle quant aux études génomiques des insectes.
Le fait que Tribolium soit un aussi bon modèle génétique tient entre autres au fait qu’il possède un génome dont les caractéristiques permettent une manipulation précise des gènes ; on peut désactiver des produits de gènes spécifiques dans n’importe quel tissu et à n’importe quel stade de développement.

### Segmentation
Les insectes sont caractérisés par un corps segmenté et pour arriver à cette  segmentation, ils passent par un processus de développement très précis. Les chercheurs se sont penchés sur le développement de la drosophile ainsi que sur celui du tribolion de la farine rouge afin de démystifier ce processus. Ces segments, aussi appelés des métamères, se forment selon un axe antéro-postérieur durant la formation de l’embryon. Par contre, le processus développemental, bien que généralement semblable, comporte des particularités propres à chaque espèce, que ce soit par rapport à la nature des gènes ou à leur expression.  
Chez Drosophila, les quatorze segments apparaissent tous en même temps au début de la formation de l’embryon. On dit qu’ils ont une bande germinale longue. Au contraire, chez la majorité des insectes, les segments apparaissent progressivement à partir d’une zone de croissance concise, que l’on appelle la bande germinale courte. Avant la découverte de Tribolium, on appliquait le développement à bande germinale longue de la drosophile à l’ensemble des insectes, et cette croyance figure encore dans certains livres. Grâce à ce nouveau modèle, qui lui possède un développement à bande germinale courte, les chercheurs ont maintenant une connaissance plus approfondie de ce processus de développement.
Les principales analyses génétiques ont démontré que les gènes impliqués dans la segmentation sont majoritairement conservés chez les deux espèces, mais c’est plutôt leur rôle qui diffère. Le gène principal, commun aux deux espèces, est le gène wingless. Ce gène sert à la communication intercellulaire et permet la polarisation des segments, soit la définition antérieur/postérieur. Le gène aurait principalement le même rôle chez les deux espèces mais simplement des moments d’expression différents.
La métamérisation du Tribolium est un autre bel exemple de son rôle comme modèle de l’étude génétique des processus de développement chez les insectes.

### Modèle pour l’humain
Finalement, plusieurs études ont été faites sur le génome de Tribolium, dont des analyses comparatives avec le génome de cinq vertébrés, nous permettant de découvrir que plus de 47 % des gènes de Tribolium ont des relations phylogénétiques avec ceux des vertébrés. Effectivement, Tribolium partage plus de 560 gènes avec l’humain, des gènes qui ne sont pas retrouvés chez la drosophile. Tribolium pourrait alors remplacer la drosophile dans l’analyse moléculaire de certaines maladies humaines, afin d’améliorer la représentativité.  De plus, ayant beaucoup de gènes ancestraux et une évolution assez lente, Tribolium possède des gènes impliqués dans le développement des vertébrés et peut aider à comprendre le rôle de ces gènes.